# Piégut-Pluviers
Piégut-Pluviers é uma comuna francesa na região administrativa da Nova Aquitânia, no departamento Dordonha. Estende-se por uma área de 18,16 km². Em 2010 a comuna tinha 1 191 habitantes (densidade: 65,6 hab./km²).